# Долге (археологія)
Долге —  стоянка, археологічна пам'ятка, розташована на Верньому Наддонні у села Долге Данковського району Липецької області, у підніжжя тераси правого корінного берега й на значній частині йде під ординар річки (Левенок, 1965). За Долговської стоянкою виведено рязансько-долговську культуру середньо-новокам'яної доби
Долговська стоянка цінна не тільки великою кількістю матеріалу, а й чистотою комплексу, що містить тільки ямково-гребінцеву кераміку.
На стоянці проводилися розкопки у 1959, 1960 й 1962 роках Верхньо-Донським неолітичним загоном експедиції Ленінградського відділення інституту археології АН СРСР й Липецького обласного краєзнавчого музею під керівництвом Всеволода Левенка.
У культурному шарі потужністю понад 1 м виділялися три горизонти: нижній й середній містили залишки новокам'яної доби, верхній — залишки енеоліту й бронзової доби.
В культурних нашаруваннях виявлені скупчення стулок раковин Anadonta й Unio, кістки зубра, туру, благородного оленя, лося, ведмедя, кабана, бобра, соболя, куниці, тетерева, качки, чирка, сома, щуки й коропових риб.

## Нижній горизонт
У нижньому горизонті виявлено 4 великі мушляні купи, скупчення кремінної сировини й заготовок, скребків, кам'яне ковадло в оточенні маси лусочок кременю, залишки овального в плані житла розміром 11,0X5,0 м з вогнищами всередині, й поховання голови ведмедя. Серед нечисленних знарядь овальні наконечники стріл, підтрикутні ножі, кінцеві й округлі шкрябання, пластинки, вкладиші, серединні різці на сколах, кістяні іглоподібні наконечники стріл зі сплощеним насадом, фрагменти гарпунів, ножі з іклів кабана, штампи для нанесення орнаменту, а також уламки панцирів черепах, розколоті уздовж, й загладжені белемніти. Посудини нижнього горизонту невеликі, гостродонні, прикрашені по всій поверхні глибокими ямками неправильних обрисів, край віночка орнаментований короткими косими насічками. Знайдено також великі товстостінні посудини з візерунком з овальних ямок у шаховому порядку.
Нижній слой відноситься до рязансько-долговської культури.

## Середній горизонт
В середньому горизонті виділяються два яруси. Виявлено кілька десятків відкритих вогнищ, одне з яких було засипаний охрою. Крем'яні знаряддя продовжують бути з великих сколів — це наконечники стріл й дротиків з двосторонньою обробкою, іноді ромбоподібні, округлі шкрябання з ретушшю на спинці або на кінці, різці, ножі.
Серед кістяних знарядь наконечники стріл, гарпуни, знаряддя з трубчастих кісток зі скошеним лезом й кинджали, вироби з розколотих іклів кабана, плоскі пластинки з отворами, підвіски з зубів дрібних хижаків. Багато панцирів черепах, багато з яких перетворені на гребінцеві штампи. Виявлено шматочки охри й кульки з неї.
Гостродонні посудини орнаментовані ямками різної форми, розділеними поясами косих гребінчастих відбитків, під віночком зустрічаються перлини.
Кераміка верхнього ярусу 2-го горизонту характерна загладжуванням поверхні й геометрізація візерунків.
Середній горизонт стоянки відноситься до рибноозерської культури пізньої новокам'яної доби.